# Пам'ятник Суворову (Херсон)
Пам'ятник Суворову — погруддя Олександра Суворова, що було встановлено на вулиці Європейській у Херсоні. Демонтований 2022 року.

## Історія
Перший пам'ятник створений у 1903—1904 роках скульптором Миколою Рукавішниковим та встановлений у селі Суворово Пензенської губернії, яке в той же час отримало назву на честь полководця. Той пам'ятник був знесений радянської владою у 1920 році.
Після другої світової експериментальна майстерня Академії мистецтв у Росії створила копію старого пам'ятника. 1950 року вона була передана у Херсон та встановлена на Суворівський вулиці (біля сучасного будинку на Європейській, 18). 1974 року тут встановили барельєф роботи херсонського скульптора І. Біляєва «Солдати Суворова в бою», а також стилізовані під старовину ліхтарі і лавки.
2003 року до 225-річчя Херсона пам'ятник перенесли на початок вулиці навпроти будинку 1а, де у 1793—1794 жив Суворов.

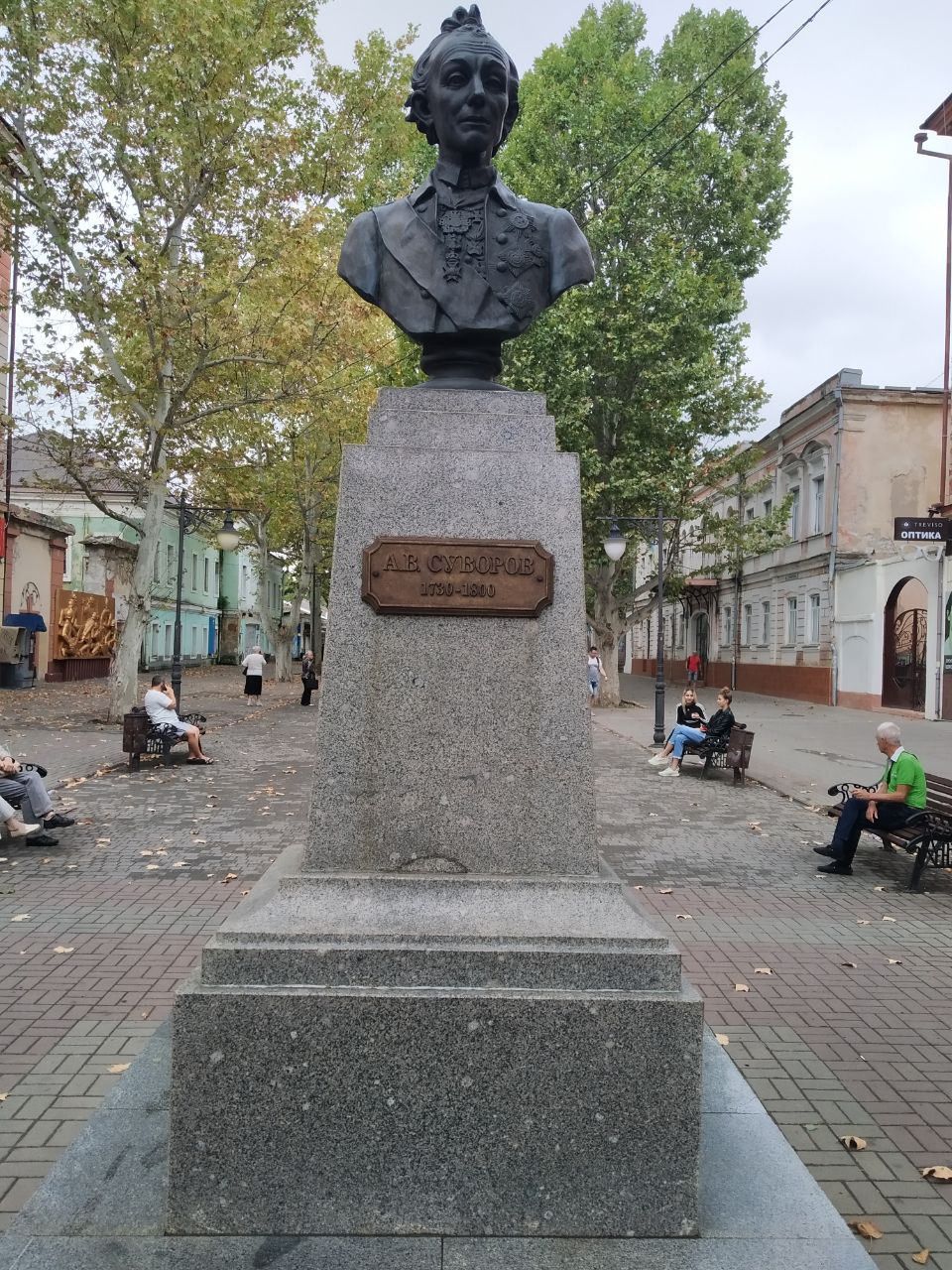
пам'ятник 2020 року

У жовтні 2022 року під час підготовки до відступу російська окупаційна влада демонтувала та вивезла пам'ятник (разом з пам'ятниками Ушакову та Потьомкіну).